# تپه رضاخان
تپه رضاخان مربوط به دوره ساسانیان - اوایل دوران‌های تاریخی پس از اسلام است و در شهرستان اسلام‌آباد غرب، بخش حمیل، دهستان هرسم، ۵۰۰ متری جنوب روستای تازه آباد واقع شده و این اثر در تاریخ ۱۴ اسفند ۱۳۸۵ با شمارهٔ ثبت ۱۷۸۳۰ به‌عنوان یکی از آثار ملی ایران به ثبت رسیده‌است.